# Salvia nazalena
Salvia nazalena là một loài thực vật có hoa trong họ Hoa môi. Loài này được Hedge & Mouterde miêu tả khoa học đầu tiên năm 1957.